# René Thomas (guitariste)
Pour les articles homonymes, voir Thomas et René Thomas.
 (octobre 2024).
Si vous disposez d'ouvrages ou d'articles de référence ou si vous connaissez des sites web de qualité traitant du thème abordé ici, merci de compléter l'article en donnant les références utiles à sa vérifiabilité et en les liant à la section « Notes et références ».
René Thomas est un guitariste de jazz belge, né le 25 février 1926 à Liège et mort le 3 janvier 1975 à Santander (Espagne).

## Biographie
Né en 1926, René Thomas apprend la guitare vers l’âge de 10 ans grâce au compagnon de sa sœur, un guitariste amateur italien. Il commence à se produire sur scène vers l’âge de treize ans dans des orchestres de la région de Liège. On peut l’entendre, par exemple, avec la chanteuse Mary Drom ou le saxophoniste Raoul Faisant. En 1943, à Bruxelles, René joue et enregistre avec l’orchestre « de bal » de l’accordéoniste Hubert Simplisse. À l'époque, son style est très influencé par celui de Django Reinhardt (ce dernier, au cours d’une tournée, lui a d’ailleurs dédicacé une photo « Au futur Django belge »).
Après guerre, il commence à jouer avec les étoiles montantes du jazz belge dont les saxophonistes Jacques Pelzer et surtout Bobby Jaspar. Au début des années 1950, René Thomas commence à s’intéresser au bebop mais aussi au cool jazz et à la musique de Lennie Tristano. À la mort de son père, en 1952, René Thomas hérite la fabrique familiale de sacs en toile de jute. Il préfère se lancer dans une réelle carrière de musicien professionnel. Pour cela, il s’installe à Paris où il se produit abondamment dans les clubs. Il fait connaissance de Jimmy Gourley qui lui fait connaître la musique du guitariste Jimmy Raney. Thomas s’inspire du style de Raney et de celui de Reinhardt et se forge un style très personnel. Entre 1954 et 1956, René Thomas, qui commence à être reconnu par ses pairs, enregistre sous son nom ou comme sideman plusieurs disques pour Vogue et pour Barclay.
Entre-temps, sa sœur Juliette a déménagé à Montréal, Québec, et Bobby Jaspar est parti pour New-York. En avril 1956, René Thomas a déménagé à Montréal avec sa famille et son ami le batteur José Bourguignon. Thomas reste 5 ans à Montréal, où il est un membre clé de la communauté de jazz montréalaise, très vivante à l'époque. Il voyage souvent de Montréal à New York, pour y travailler avec des vedettes américaines. On peut l’entendre avec des musiciens confirmés comme Jackie McLean, Sonny Rollins ou des futures vedettes comme Herbie Hancock et Wayne Shorter. On le retrouve avec son ancien complice Bobby Jaspar pour l’enregistrement d’un disque de la pianiste Toshiko Akiyoshi. En 1960, il enregistre, sous son nom, le remarquable album  « Guitar Groove » avec J. R. Monterose au saxophone.
En 1961, il revient en Belgique avec sa famille et Bourguignon. René Thomas et Bobby Jaspar forment le brillant mais éphémère « International Jazz Quintet ». En 1962, on retrouve les deux complices en Italie, pour  l’enregistrement pour RCA d’un album de Chet Baker (« Chet Is back ») et celui d’une musique de film composée par John Lewis ( « Una Storia Milanese » ) de Eriprando Visconti. Courant 1962, Bobby Jaspar a de sérieux problèmes de santé et Thomas se produit avec une nouvelle formation avec Jacques Pelzer au saxophone. L’organiste Lou Bennett propose à René Thomas de monter un trio avec Kenny Clarke à la batterie. Cet « organ combo » devient une des formations phares des clubs parisiens. Au festival d’Antibes, René Thomas se produit comme accompagnateur de l’organiste Jimmy Smith.
En 1963, René Thomas a une activité intense. Il enregistre comme sideman de musiciens comme Lou Bennett, Sonny Criss, Jacques Pelzer ou  Ingfried Hoffmann. Il grave sous son nom, pour Barclay, le superbe album « Meeting Mister Thomas ».
Les deux années suivantes, la collaboration avec Lou Bennett est particulièrement prolifique. Mais on peut entendre René Thomas avec son propre groupe ou dans d’autres formations. En 1965, par exemple, il fait brièvement partie de celle de Lee Konitz. En 1966, René Thomas, pourtant plébiscité par la critique, se retire pour un temps de la scène musicale. Commence une période assez sombre, où le guitariste, déprimé, reste la plupart du temps cloîtré chez lui.
En 1968, un producteur lui fait faire un come-back avec une formation composée de musiciens peu connus.
Il enregistre entre autres avec Eddy Louiss et Kenny Clarke (« Eddy Louiss Trio » produit et enregistré par Yves Chamberland ).
En 1969, on peut l’entendre avec Vince Benedetti, puis J. R. Monterose. Il enregistre comme sideman de Lucky Thompson (« A Lucky Songbook In Europe »). La même année, René Thomas se produit au sein d'un trio qui, pendant presque deux ans, connaît un réel succès : à l’orgue Hammond, Eddy Louiss ; à la batterie, Kenny Clarke, puis Bernard Lubat. Fin 1970, Stan Getz engage le groupe pour l’accompagner pour des concerts en Europe. C’est avec cette formation que Getz enregistre, pour Verve, en mars 1971, le remarquable double album « Dynasty ».
En 1972, René Thomas joue avec Pelzer. Ils forment le TPL (Thomas-Pelzer Limited). La musique est de plus inspirée par le jazz modal. En 1974, on peut entendre René Thomas de nouveau en trio avec Eddy Louiss et Bernard Lubat, puis dans une formation montée avec le pianiste Raymond Le Sénéchal. Il joue aussi en « organ combo » avec Lou Bennett et le batteur Al Jones. Fin 1974, les trois musiciens partent pour une en tournée en Espagne. C’est là que, le 3 janvier 1975, René Thomas décède des suites d’une crise cardiaque.
Peu connu du « grand public », René Thomas est un musicien majeur du jazz européen et un guitariste profondément original. En 1969, Larry Coryell et John McLaughlin lui ont dédié un morceau intitulé « René’s Theme » (il s’agit en réalité de la partie du milieu de la composition de René appelée « Ballad For Leo ») sur l’album « Spaces » sorti sous le nom de Coryell en 1974). En 1975,dans son album "Guitars" le guitariste anglo-belge Philip Catherine lui dédie un morceau simplement intitulé "René Thomas". Il est accompagné par Charlie Mariano (sax) , John Lee (bass) et Gerry Brown (drums).
René Thomas a joué successivement sur une Gibson ES-150 (le modèle de Charlie Christian) puis sur une Gibson ES-175D, pour ensuite reprendre sa gibson ES-150.
Il est inhumé au Cimetière de Robermont à Liège.

## Repères discographiques
Note : les titres et labels donnés sont ceux des albums originaux. Certains ont été réédités sous d’autres titres.
1943 :
- Hubert Simplisse. Hubert Simplisse et son orchestre (Olympia)

1954 :
- René Thomas. René Thomas and his orchestra (Barclay)
- René Thomas. René Thomas et son quintette (Vogue)

1955 :
- Jacques Pelzer. Innovation en jazz (Innovation)
- Henri Renaud. Henri Renaud sexte (Vogue)

1956 :
- René Thomas. René Thomas modern group (Polydor)

1958 :
- Toshiko Akiyoshi. United notions (Metrojazz)
- Sonny Rollins. Sonny Rollins and the big brass (Metrojazz)

1960 :
- René Thomas. Guitar groove (Jazzland)

1962 :
- Chet Baker. Chet is back ! (RCA)
- René Thomas - Bobby Jaspar. Thomas-Jaspar quintet (RCA)
- John Lewis. A milanese story (Atlantic)
- Bobby Jaspar. At Ronnie Scott’s (Molejazz)
- Chet Baker. Stella by starlight (Westwind)

1963 :
- René Thomas. Meeting Mr Thomas (Barclay)
- Lou Bennett. Enfin ! (RCA)
- Sonny Criss. Mr Blues pour flirter (Brunswick)
- Ingfried Hoffmann. Ingfried Hoffmann’s Hammond tales (Philips)
- Lou Bennett. Echoes and rhythms of my church (Bel Air)

1964 :
- René Thomas. Blue Note, Paris 64 (Royal Jazz)

1965 :
- Fats Sadi Lallemand. Original Studio recording (IBC)

1966 : 
- Lou Bennett. Pentacostal feeling (Philips)
- Jack Diéval. Relaxez-vous avec Jack Diéval et son quartette (Relax)

1968 :
- René Thomas - Eddy Louiss - Kenny Clarke. Thomas - Louiss - Clarke (CY Records)

1969 : 
- Lucky Thompson. A lucky songbook in Europe (MPS)

1971 :
- Stan Getz. Dynasty (Verve)

1974 :
- René Thomas. Hommage à… René Thomas (Timeless)
- René Thomas & Jacques Pelzer Limited. TPL (Vogel)
- Claude Nougaro. Le scaphandrier, un titre de l’album Récréation (Philips)